# Janez Strajnar
Janez Strajnar, slovenski nogometaš, * 20. april 1971.

## Življenjepis
Strajnar, ki je nogometno pot začel kot mladinec pri Olimpiji, je celotno kariero branil v slovenski ligi za klube Domžale, Slovan, Gorica, Primorje in Interblock. Skupno je v prvi slovenski ligi branil na 420-ih tekmah, od tega 294 za Primorje med letoma 1994 in 2005.Tako,da ima največ nastopov od vratarjev v slovenski 1 ligi (PrvaLiga).
Za slovensko reprezentanco je edinkrat branil 18. marca 1997 na prijateljski tekmi proti avstrijski reprezentanci. Trenutno je trener vratarjev pri  Domžalah.